# Tèpal

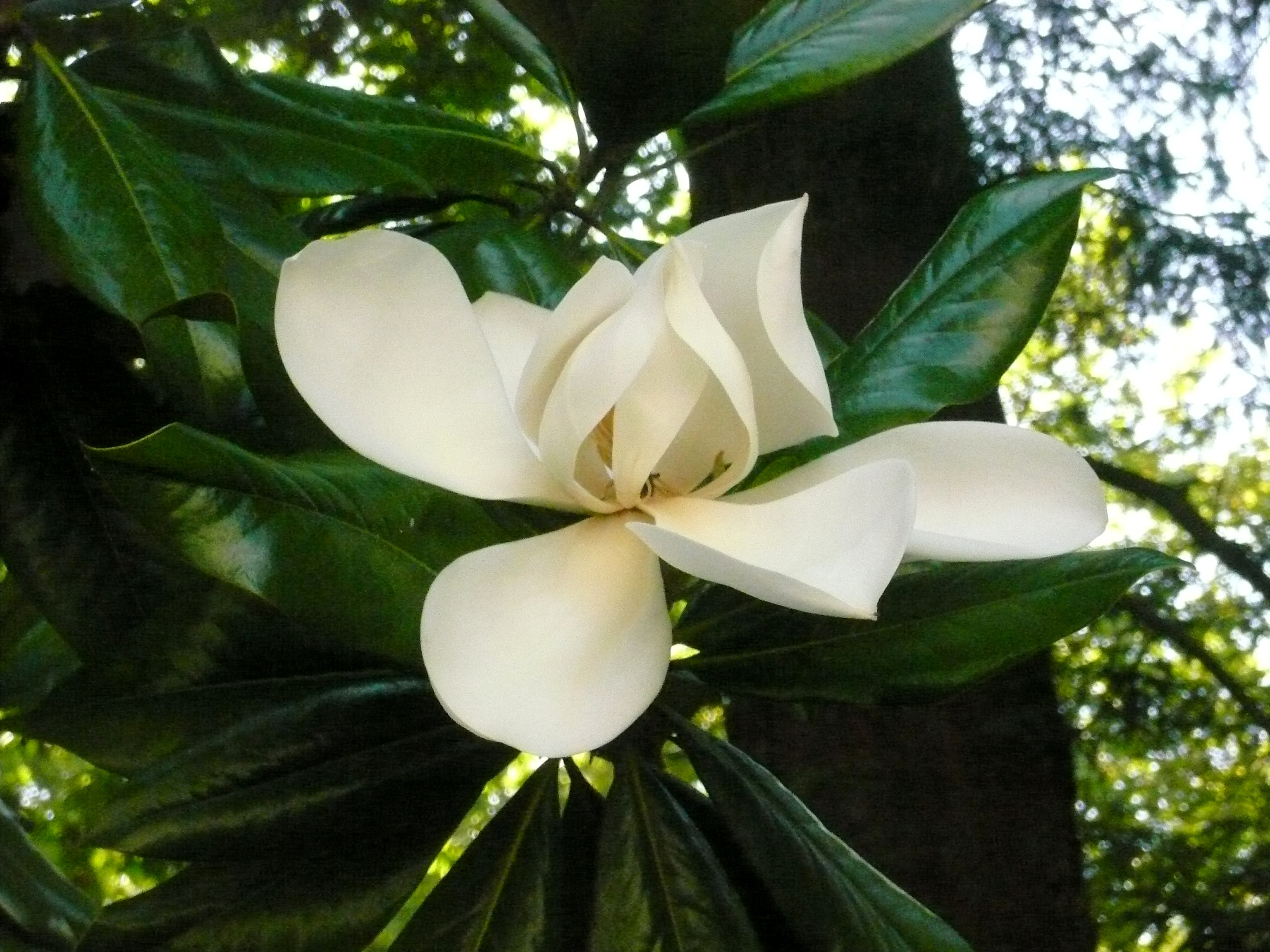
una flor de magnòlia amb tèpals blancs similars a pètals

Un tèpal és el terme de l'organografia vegetal botànica amb què es coneix el sèpal o el pètal d'una flor en aquelles espècies (homoclamídies) en les quals el calze i la corol·la no estan clarament diferenciats. Per tant, les flors amb tèpals no presenten sèpals i pètals diferenciats. Dins de la família de les magnoliàcies(Magnoliaceae) es troben espècies amb flors amb tèpals, les espècies del gènere Iris en són un altre exemple.